# Mark Malone
(en) Statistiques sur pro-football-reference
Mark M. Malone (né le 22 novembre 1958 à El Cajon dans la Californie) est un joueur américain de football américain évoluant au poste de quarterback. La particularité de ce joueur est qu'il jouait au poste de quarterback mais occasionnellement au poste de receveur.

## Carrière

### Universitaire
Mark Malone fait ses études à la El Cajon Valley High School près de San Diego où il montre son talent de quarterback. Il en sort diplômé en 1976 et intègre l'Université de l'Arizona State avec qui il s'illustre tellement bien que l'USOC voit en lui un décathlonien possible pour les Jeux olympiques d'été de 1980.

### Professionnel

#### Débuts avec les Steelers

##### Doublure pendant quatre saisons
Malone est choisie au premier tour du draft de 1980 au vingt-huitième choix par les Steelers de Pittsburgh. Sa première saison en tant que rookie n'est pas très impressionnante car il ne joue qu'un match ne faisant même pas de passe, ni de tentative.
Il démarre « vraiment » sa carrière en 1981 où il fait un 51,1 % de rating à la passe ainsi que trois passes pour touchdown mais cinq de ses passes sont interceptées. Ses deux matchs comme titulaire lors de cette saison se concluent par deux défaites.
Il disparait des écrans pendant la saison 1982 et apparait à deux reprises lors de la saison 1983.

##### Quarterback numéro 1
La carrière de Malone prend un tournant lorsqu'il remplace David Woodley au poste de quarterback lors de la saison 1984. Cette première saison se révèlent être concluante pour l'origine de El Cajon qui réalise un rating de 54 % de réussite à la passe donnant seize balles pour touchdown et dix-sept balles interceptées en treize matchs de championnat (dont neuf comme titulaire) ; il est un des piliers de la qualification des Steelers à la finale AFC de 1984.
Après une très belle saison 1984, Malone continue d'être le quarterback principale de cette équipe de Pittsburgh mais il fait un rating de 50,2 % malgré treize passes pour touchdown et sept passes interceptées. La saison 1986 le voit démarrer quatorze match pour rester dans ses statistiques de 50,8 %.
Le parcours de Malone avec les Steelers s'achève après une saison 1987 catastrophique pour le quarterback qui aligne une réussite de 46,4 % à la passe et de six passes pour touchdowns pour dix-neuf passes interceptées.
Il est échangé par les Steelers avec les Chargers de San Diego.

#### Fin de carrière chez les Chargers et les Jets
Malone est échangé le 12 avril 1988 pour les Chargers de San Diego qui lui offrent une place de choix lors de la saison 1988 avec qui il dispute douze matchs dont huit comme titulaire. Il quitte les Chargers pour les Jets de New York avant le début de la saison 1989 mais il n'a le temps de jouer qu'un seul match à cause de graves blessures qui l'obligent à prendre sa retraite.

## Commentateur sportif
Il devient, dès la fin de sa carrière, commentateur sportif à WPXI à Pittsburgh et à ESPN étant consultant pour les matchs de la NFL.
Plus tard, il devient directeur sportif sur la chaîne WBBM-TV à Chicago de 2004 à 2008, son contrat n'étant pas renouvelé à cause de réduction d'effectif.

## Vie privée
Mark Malone fut marié avec Tracy Malone, une danseuse professionnelle et mannequin.